# All-Star Game de la NBA 1967
El 17º All-Star Game de la NBA de la historia se disputó el día 10 de enero de 1967 en el Cow Palace de la ciudad de San Francisco, California. El equipo de la Conferencia Este estuvo dirigido por Red Auerbach, entrenador de Boston Celtics y el de la Conferencia Oeste por Fred Schaus, de Los Angeles Lakers. La victoria correspondió al equipo del Oeste, por 135-120, siendo elegido MVP del All-Star Game de la NBA el escolta de los San Francisco Warriors Rick Barry, que consiguió 38 puntos, 6 rebotes y 3 asistencias. Por el Este destacar la actuación de Oscar Robertson, de Cincinnati Royals, que acabó con 26 puntos y la de Wilt Chamberlain, que consiguió 14 puntos y 22 rebotes.

## Estadísticas

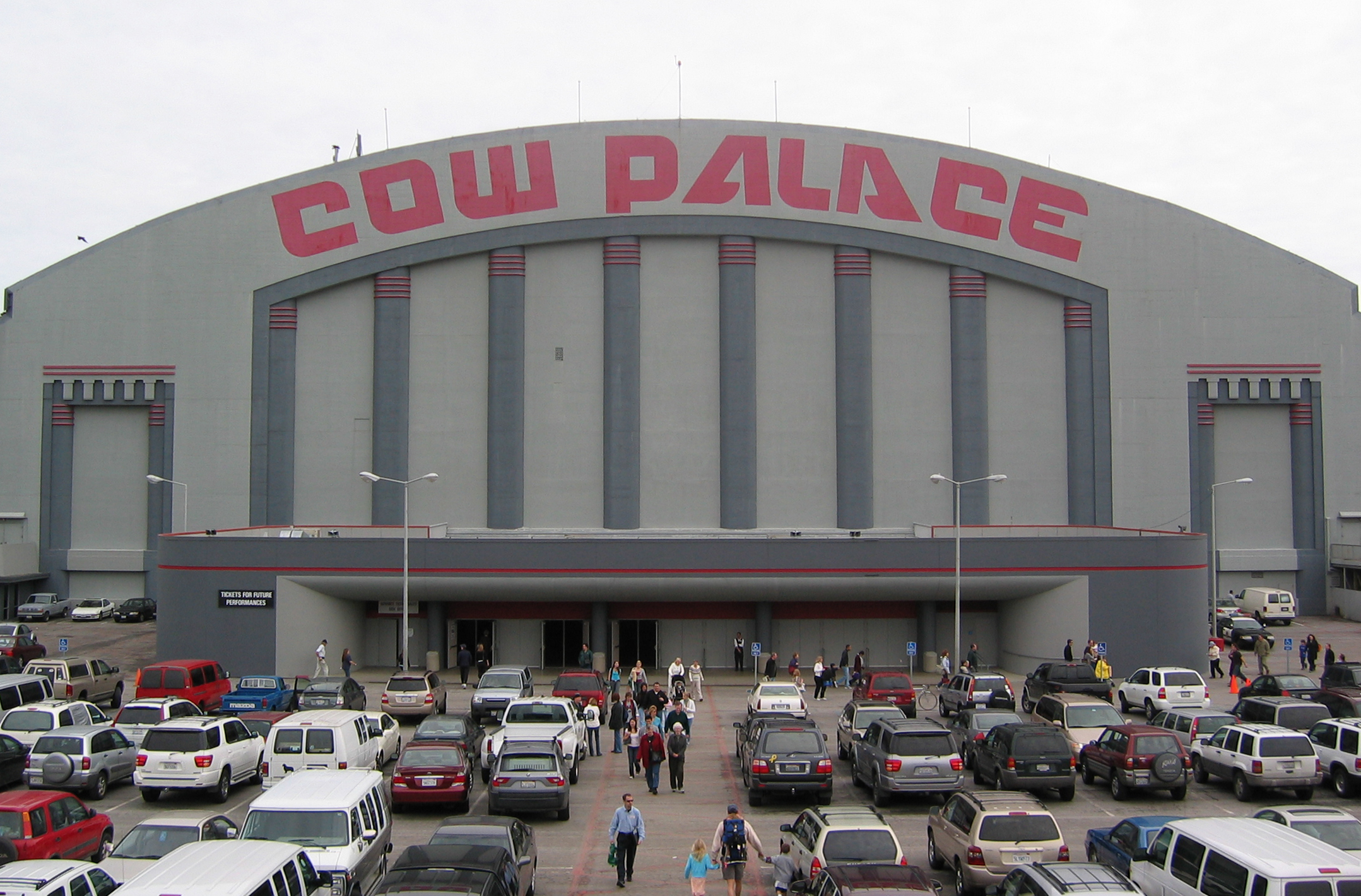
Cow Palace, sede del All Star de 1967.

### Conferencia Oeste
| CONFERENCIA OESTE            |     |     |     |     |     |     |     |     |
| Jugador, Equipo              | MIN | TCA | TCI | TLA | TLI | REB | AST | PTS |
| Rick Barry, San Francisco    | 34  | 16  | 27  | 6   | 8   | 6   | 3   | 38  |
| Elgin Baylor, Los Angeles    | 20  | 8   | 14  | 4   | 4   | 5   | 5   | 20  |
| Nate Thurmond, San Francisco | 42  | 7   | 16  | 2   | 4   | 18  | 0   | 16  |
| Guy Rodgers, Chicago         | 28  | 0   | 4   | 1   | 1   | 2   | 8   | 1   |
| Jerry West, Los Angeles      | 30  | 6   | 11  | 4   | 4   | 3   | 6   | 16  |
| Darrall Imhoff, Los Angeles  | 6   | 0   | 7   | 0   | 0   | 7   | 1   | 0   |
| Jerry Sloan, Chicago         | 22  | 4   | 9   | 0   | 0   | 4   | 4   | 8   |
| Dave DeBusschere, Detroit    | 25  | 11  | 17  | 0   | 0   | 6   | 0   | 22  |
| Bill Bridges, St. Louis      | 17  | 4   | 5   | 0   | 2   | 3   | 3   | 8   |
| Lenny Wilkens, St. Louis     | 16  | 2   | 6   | 2   | 3   | 2   | 6   | 6   |
| Totales                      | 240 | 58  | 116 | 19  | 26  | 56  | 36  | 135 |

MIN: Minutos. TCA: Tiros de campo anotados. TCI: Tiros de campo intentados. TLA: Tiros libres anotados. TLI: Tiros libres intentados. REB: Rebotes. AST: Asistencias. PTS: Puntos

### Conferencia Este
| CONFERENCIA ESTE               |     |     |     |     |     |     |     |     |
| Jugador, Equipo                | MIN | TCA | TCI | TLA | TLI | REB | AST | PTS |
| Bailey Howell, Boston          | 14  | 1   | 4   | 2   | 2   | 2   | 1   | 4   |
| Willis Reed, New York          | 17  | 2   | 6   | 0   | 0   | 9   | 1   | 4   |
| Wilt Chamberlain, Philadelphia | 39  | 6   | 7   | 2   | 5   | 22  | 4   | 14  |
| Oscar Robertson, Cincinnati    | 34  | 9   | 20  | 8   | 10  | 2   | 5   | 26  |
| Hal Greer, Philadelphia        | 31  | 5   | 16  | 7   | 8   | 4   | 1   | 17  |
| John Havlicek, Boston          | 17  | 7   | 14  | 0   | 0   | 2   | 1   | 14  |
| Don Ohl, Baltimore             | 22  | 5   | 13  | 7   | 7   | 1   | 2   | 17  |
| Bill Russell, Boston           | 22  | 1   | 2   | 0   | 0   | 5   | 5   | 2   |
| Chet Walker, Philadelphia      | 22  | 6   | 9   | 3   | 4   | 4   | 2   | 15  |
| Jerry Lucas, Cincinnati        | 22  | 3   | 5   | 1   | 1   | 7   | 2   | 7   |
| Totales                        | 240 | 45  | 96  | 30  | 37  | 58  | 24  | 120 |

MIN: Minutos. TCA: Tiros de campo anotados. TCI: Tiros de campo intentados. TLA: Tiros libres anotados. TLI: Tiros libres intentados. REB: Rebotes. AST: Asistencias. PTS: Puntos